# Pematang Jering (Jambi Luar Kota)
Pematang Jering is een bestuurslaag in het regentschap Muaro Jambi van de provincie Jambi, Indonesië. Pematang Jering telt 946 inwoners (volkstelling 2010).